# Valeapai, Caraș-Severin
Valeapai este un sat în comuna Ramna din județul Caraș-Severin, Banat, România.

## Monumente istorice
- Han, secolul XIX
- Biserica "Adormirea Maicii Domnului", 1830
- Conacul Atanasievici, secolul XIX

## Bibliografie

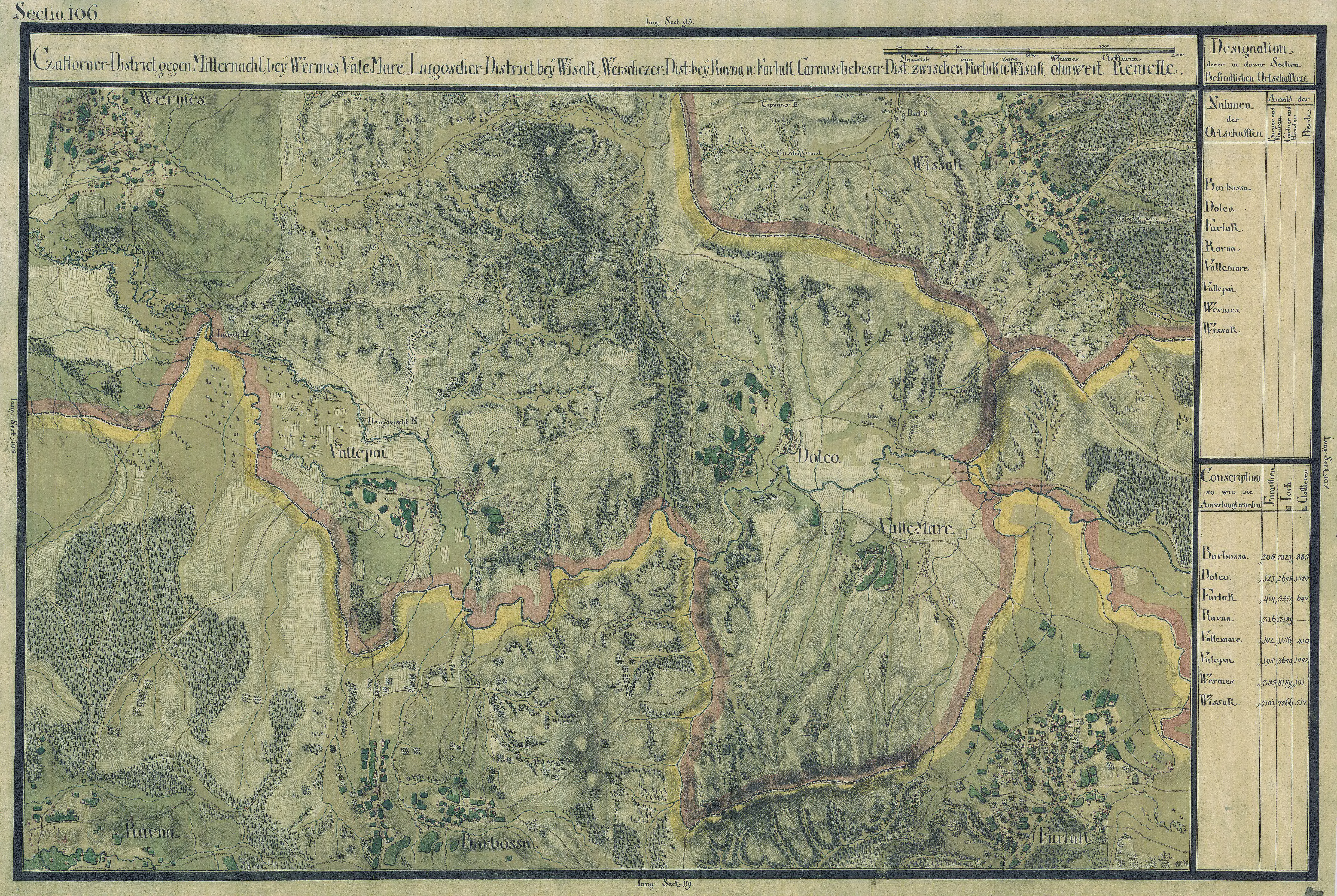
Valeapai în Harta Iosefină a Banatului, 1769-72